# Tonnerre Kalara Club de Yaoundé
O Tonnerre Kalara Club de Yaoundé é um clube de futebol de Camarões, da cidade de Yaoundé. Suas cores são preto e branco.

## Jogadores famosos

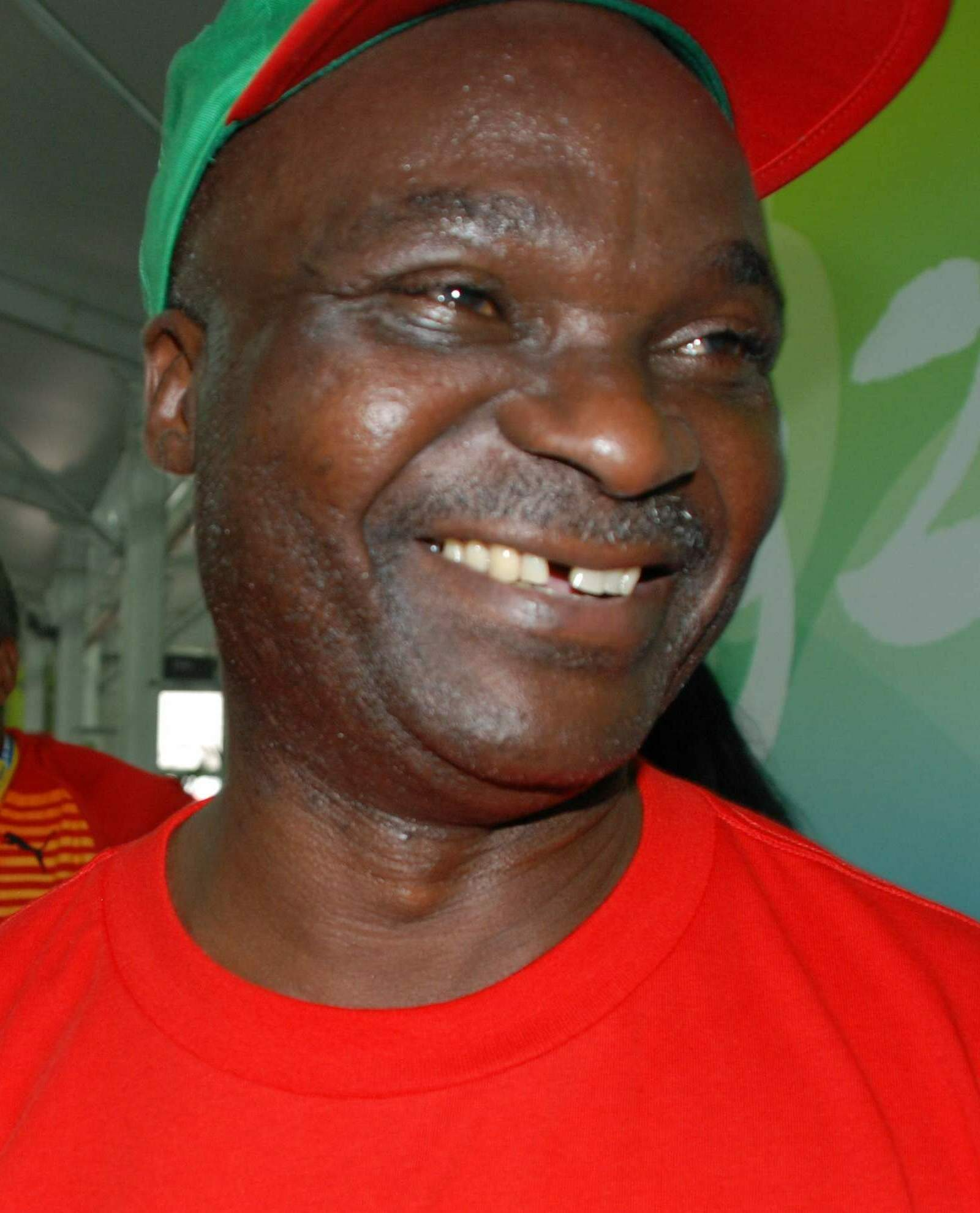
Roger Milla em 2008

Dono de grande técnica e famoso pela maneira como comemorava seus gols, foi um dos destaques da Copa do Mundo FIFA de 1990, na Itália. Com passagens pelo Tonnerre foi campeão da Recopa Africana em 1975.

o Ballon d'Or em 1995, George Weah foi campeão camaronês em 1988 com o Tonnerre.

## Títulos
| CONTINENTAIS | CONTINENTAIS     | CONTINENTAIS | CONTINENTAIS                  |
|              | Competição       | Títulos      | Temporadas                    |
| ------------ | ---------------- | ------------ | ----------------------------- |
|              | Recopa da CAF    | 1            | 1975                          |
| NACIONAIS    |                  |              |                               |
|              | Competição       | Títulos      | Temporadas                    |
| Camarões     | Elite One        | 5            | 1981, 1983, 1984, 1987, 1988. |
| Camarões     | Copa de Camarões | 5            | 1958, 1974, 1987, 1989, 1991. |

## Desempenho em competições da CAF
Liga dos Campeões da CAF  : 05
- 1982 : Primeira Rodada
- 1984 : Segunda Rodada
- 1985 : Primeira Rodada
- 1988 : Segunda Rodada
- 1989 : Semifinais

Copa da CAF  : 01
- 2002 - Finalista

Recopa Africana  : 04
- 1975 - Campeão
- 1976 - Finalista
- 1990 - Primeira Rodada
- 1992 - Primeira Rodada

1. ↑  https://www.lebledparle.com/en/cameroun-info-foot/1103979-evocation-a-22-ans-george-weah-est-champion-du-cameroun-avec-le-tonnere-kalara-club